# Sumer, Montana
Sumer (în bulgară Сумер) este un sat în comuna Montana, regiunea Montana,  Bulgaria. 

## Demografie
Componența etnică a satului Sumer
     Bulgari (98,2%)
     Nicio identificare (1,79%)
     Altele (0%)
La recensământul din 2011, populația satului Sumer era de 278 locuitori. Din punct de vedere etnic, majoritatea locuitorilor (98,2%) erau bulgari. Pentru 1,79% din locuitori nu este cunoscută apartenența etnică.